# Stenelutracris lignicola
Stenelutracris lignicola är en insektsart som först beskrevs av Bruner, L. 1910.  Stenelutracris lignicola ingår i släktet Stenelutracris och familjen gräshoppor. Inga underarter finns listade i Catalogue of Life.